# Parathylactus sumatranus
Parathylactus sumatranus är en skalbaggsart som beskrevs av Stefan von Breuning och De Jong 1941. Parathylactus sumatranus ingår i släktet Parathylactus och familjen långhorningar. Inga underarter finns listade i Catalogue of Life.